# Industry Giant II
Industry Giant II – komputerowa gra strategiczna wyprodukowana przez JoWooD i wydana w Polsce przez CDProjekt. Jest to sequel gry Industry Giant.

## Fabuła
Akcja rozpoczyna się na początku XX wieku. Zadaniem gracza jest zarządzanie przedsiębiorstwem oraz osiągnięcie dominacji nad konkurencją. Aby to osiągnąć, trzeba opanować do perfekcji umiejętność sprawnego kierowania firmą: począwszy od pozyskiwania i przetwarzania surowców, poprzez transport, na sprzedaży towarów skończywszy. Produkty, jakie możemy wytwarzać są bardziej lub mniej skomplikowane np. produkcja mleka może bez przetwarzania go zakończyć się jego sprzedażą, co w pierwszej fazie gry jest najlepszym wyjściem dla jak najszybszego rozwoju naszego przedsiębiorstwa. Natomiast produkty takie jak komputer np. potrzebują wydobycia i przetworzenia wielu surowców, z tych że surowców wiele półproduktów, aż do połączenia ich w jedną całość w jeden produkt nadający się do sprzedaży. Do zalet gry należy niewątpliwie duża liczba opcji rozwoju przedsiębiorstwa, rozbudowana szata graficzna i wspaniale oddany klimat początku XX wieku.

## Dodatek
Kilka miesięcy po wydaniu gry, został wydany dodatek Industry Giant II: 1980 – 2020, dzięki któremu możemy kontynuować grę w następnych czterdziestu latach, które także świetnie wprowadzają nas w klimat przełomu wieków XX i XXI. Pojazdy transportujące towar i produkty są szybsze i mniej zawodne, co sprawia nam wielką frajdę, ale i wystawia na wielką próbę nasz refleks i szybkość w okiełznaniu tych wszystkich opcji, jakie daje nam ta gra.

## Problemy z grą
Industry Giant II nie współpracuje z kartami graficznymi Nvidia Geforce o seriach wyższych niż 6xxx. Aby rozwiązać ten problem, należy zaopatrzyć się w patch IG2 NVIDIA Patch, który rozwiązuje ten problem. Jedyną różnicą po jego wgraniu jest to, że budynki w trakcie gry nie są animowane.